# Stortinget
Stortinget er Norges parlament og lovgivende forsamling. Tinget har 169 medlemmer, kaldet stortingsrepræsentanter.
Stortinget ledes af Stortingets formand (norsk: Stortingets president) og fem næstformand, som fra november 2021 udgøres af formand Masud Gharahkhani (Ap), første næstformand Svein Harberg (H), anden næstformand Nils T. Bjørke (Sp), tredje næstformand Morten Wold (Frp), fjerde næstformand Kari Henriksen (Ap) og femte næstformand Ingrid Fiskaa (SV).
Indtil 1. oktober 2009 var stortinget delt i to kamre, Odelstinget og Lagtinget.
Et valg til Stortinget kaldes et stortingsvalg, det seneste valg var Stortingsvalget 2021, det næste valg vil være Stortingsvalget 2025.

## Partier i Stortinget
| Navn                      | Navn | Partiformand           | Politiske position | Ideologi                                     | Stortinget |
| ------------------------- | ---- | ---------------------- | ------------------ | -------------------------------------------- | ---------- |
| Arbeiderpartiet           | AP   | Jonas Gahr Støre       | Centrum-venstre    | Socialdemokratisme                           | 48 / 169   |
| Høyre                     | H    | Erna Solberg           | Centrum-højre      | Liberalkonservatisme                         | 36 / 169   |
| Senterpartiet             | Sp   | Trygve Slagsvold Vedum | Centrum            | Nordisk agrarisme                            | 28 / 169   |
| Fremskrittspartiet        | Frp  | Sylvi Listhaug         | Højrefløj          | Nationalkonservatisme, Økonomisk liberalisme | 21 / 169   |
| Sosialistisk Venstreparti | SV   | Audun Lysbakken        | Venstrefløj        | Demokratisk socialisme, Folkesocialisme      | 13 / 169   |
| Rødt                      | R    | Bjørnar Moxnes         | Venstrefløj        | Socialisme, Kommunisme                       | 8 / 169    |
| Venstre                   | V    | Guri Melby             | Centrum            | Socialliberalisme                            | 8 / 169    |
| Kristelig Folkeparti      | KrF  | Kjell Ingolf Ropstad   | Centrum-højre      | Kristendemokrati                             | 3 / 169    |
| Miljøpartiet de Grønne    | MdG  | Une Aina Bastholm      | Centrum-venstre    | Grøn ideologi                                | 3 / 169    |
| Pasientfokus              | PF   | Irene Ojala            | Enkeltsagsparti    | Nyt sygehus til Alta.                        | 1 / 169    |